# Evgen Sapač
Evgen Sapač, slovenski kmet in politik, * 26. februar 1937 -  ?.?.2018.
Med letoma 1992 in 1997 je bil član Državnega sveta Republike Slovenije.